# 甘望星
甘望星（2000年7月17日—），出生於中國湖南省醴陵市，就讀與中南林业科技大学，中國大陸男歌手及演員，所属經紀公司為聿瀟傳媒。2017年全國中學生田徑錦標賽男子4×400米接力冠軍。他於2021年2月17日參加騰訊視頻偶像男團競演養成類真人秀節目《創造營2021》，最終排名第14位，未能成團出道。

## 生平經歷

### 早年經歷
甘望星出生在湖南醴陵一个普通的农村家庭。小学五年级时，由于体育成绩突出，被学校推荐参加竞技体育生的选拔赛 。曾同队友一起在2017年全国中学生田径锦标赛男子4×400米接力决赛中，获得第一名 。高中凭借田径项目体育特长考入本科一类大学——中南林业科技大学。大学三年级时曾在长沙世界之窗的鬼屋當NPC，被稱為「最帅NPC」。因为这次经历促成他来参加选秀节目《创造营2021》。

### 演藝經歷

#### 2021年2月－4月：《创造营2021》时期
2021年2月17日，參加騰訊視頻偶像男團競演養成類真人秀節目《創造營2021》。2月20日在第一期下舞台表演中，和其他学员一起表演《不怕不怕》，随后又被单独要求表演加试。最終排名第14位，未能成團出道。
| 期数   | 排名   | 升降   | 票數 （撐腰值） | 評級              | 備註     |
| 第二期 | 第19名 | 不適用 | 未有公佈撐腰值  | C → C → B → A → B |          |
| 第三期 | 第14名 | ▲ 5    | 未有公佈撐腰值  | C → C → B → A → B |          |
| 第四期 | 第11名 | ▲ 3    | 未有公佈撐腰值  | C → C → B → A → B |          |
| 第五期 | 第12名 | ▼ 1    | 9,794,669撐腰值 | C → C → B → A → B |          |
| 第六期 | 第9名  | ▲ 3    | 未有公佈撐腰值  | C → C → B → A → B |          |
| 第七期 | 第11名 | ▼ 2    | 9,459,262撐腰值 | C → C → B → A → B |          |
| 第八期 | 第16名 | ▼ 5    | 未有公佈撐腰值  | C → C → B → A → B |          |
| 第九期 | 第15名 | ▲ 1    | 2,999,737撐腰值 | C → C → B → A → B |          |
| 第十期 | 第14名 | ▲ 1    | 7,469,378撐腰值 | C → C → B → A → B | 未能成團 |

#### 2021年5月至今
2021年6月19日，参加湖南卫视综艺节目《快乐大本营》；7月5日，参与芒果TV综艺节目《扑通扑通的心》；9月4日，参加QQ名人赛第二季全明星王牌赛王者专场；10月27日，参加腾讯视频跨界体育竞技赛事《超新星运动会》第四季；11月1日，作为“少年探美团”成员参与的《我的家乡，好美！》在芒果TV播出。11月4日，参加神洲电影电影实验室计划，主演首部短片电影《门》，并入围巴黎国际电影节。

## 音樂作品

### 单曲
| 发行日期      | 歌曲名称       | 歌曲资料                                         | 备注         |
| 2021年7月17日 | 《日落说爱你》 | - 作詞：侯智傲 - 作曲：脱景麟 - 編曲：Chuchu Wen | 个人首支单曲 |

### 翻唱
| 发行日期      | 歌曲名称     | 歌曲资料                                            | 备注                                             |
| 2021年6月7日  | 《逆光》     | - 原唱：孙燕姿                                      | 腾讯2021拾光盛典 与井胧、张欣尧、任胤蓬 合作演唱 |
| 2021年7月17日 | 《小时候》   | - 原唱：苏打绿                                      | 甘望星生日会暨 新歌首唱会演唱                    |
| 2021年7月17日 | 《为你写诗》 | - 原唱：吴克群                                      | 甘望星生日会暨 新歌首唱会演唱                    |
| 2021年7月17日 | 《丢了你》   | - 原唱：井胧                                        | 甘望星生日会暨 新歌首唱会演唱                    |
| 2021年7月17日 | 《拾忆》     | - 作词：陆虎 - 作曲：陆虎 - 编曲：宋阳 - 原唱：张翰 |                                                  |

### 《創造營2021》表演曲目
| 發行日期      | 歌曲資料 | 備註         |
| 2021年2月20日 | 《不怕不怕》 - 歌曲說明：初評級舞台（組合） - 原唱者：郭美美 - 合作演唱者：胡燁韜、井朧、張欣堯                                               | 第一期（下） |
| 2021年2月20日 | 《永不失聯的愛》 - 歌曲說明：初評級舞台（個人） - 原唱者：周興哲                                                                              | 第一期（下） |
| 2021年2月20日 | 《愛的初體驗》 - 歌曲說明：初評級舞台（個人） - 原唱者：張震岳                                                                                | 第一期（下） |
| 2021年3月3日  | 《破繭》 - 歌曲說明：小組競演歌曲 - 原唱者：張韶涵 - 合作演唱者：洋、、諾言、井朧、和馬                                                       | 第三期（上） |
| 2021年3月10日 | 《我們一起闖》 - 歌曲說明：節目官方主題曲 - 原唱者：原創歌曲 - 合作演唱者：全體學員                                                           | 中文版       |
| 2021年3月10日 | 《Chuang To-Gather Go！》 - 歌曲說明：節目官方主題曲 - 原唱者：原創歌曲 - 合作演唱者：全體學員                                                | 英語版       |
| 2021年3月28日 | 《我管你》 - 歌曲說明：位置測評歌曲 - 原唱者：華晨宇 - 合作演唱者：井朧、伯遠、邵明明、吳宇恆                                                 | 第六期（下） |
| 2021年4月10日 | 《下雨了是我在想你》 - 歌曲說明：主題考核歌曲 - 原唱者：原創歌曲 - 合作演唱者：林墨、何屹繁、利路修、任胤蓬 - 助演嘉賓：鄭乃馨（硬糖少女303） | 第八期       |
| 2021年4月24日 | 《定義》 - 歌曲說明：最終舞台歌曲 - 原唱者：原創歌曲 - 合作演唱者：伯遠、胡燁韜、井汲大翔、任胤蓬、俞更寅、羽生田拳武、張欣堯、張星特         | 第十期       |
| 2021年4月24日 | 《爸爸媽媽》 - 歌曲說明：個人能力展示（聲樂A組） - 原唱者：李榮浩                                                                             | 第十期       |

## 影视作品

### 微电影
| 首播日期      | 频道             | 名称   | 角色 | 性质 | 备注 |
| 2021年11月4日 | 哔哩哔哩弹幕网等 | 《门》 | 明宇 | 主角 |      |

### 综艺节目
| 播出日期               | 频道     | 节目名称                                     | 备注                   |
| 2021年2月17日－4月24日 | 腾讯视频 | 《创造营2021》                               | 参赛者                 |
| 2021年2月17日－4月24日 | 腾讯视频 | 《营人进入异次元会变成笨蛋马》第四、七、九期 | 《创造营2021》衍生节目 |
| 2021年6月19日          | 湖南卫视 | 《快乐大本营》户外特别季                     | 客串管家               |
| 2021年7月5-19日        | 芒果TV   | 《扑通扑通的心》第三、四、五期               | 飞行嘉宾               |
| 2021年11月1日－至今    | 芒果TV   | 《我的家乡好美》                             | 长贮嘉宾               |
| 2021年10月27日         | 腾讯视频 | 《超新星运动会》第四季                       | 湖南代表参赛者         |

## 出席活動

### 见面会
| 日期           | 地点 | 主題                         | 备注 |
| 2021年7月17日  | 上海 | 2021甘望星生日会暨新歌首场会 |      |
| 2021年12月31日 | 长沙 | 长沙世界之窗跨年夜           |      |

### 盛典
| 日期           | 地点 | 主題                       | 备注 |
| 2021年11月18日 | 上海 | ELLE风尚大典               |      |
| 2021年6月7日   | 上海 | 腾讯视频拾光盛典           |      |
| 2021年12月22日 | 北京 | 2021搜狐时尚盛典进取之夜   |      |
| 2021年10月16日 | 上海 | 2022春夏上海时装周         |      |
| 2021年12月28日 | 上海 | 2021凤凰网时尚之选颁奖盛典 |      |

### 品牌活動
| 日期          | 品牌             | 身份             | 备注             |
| 2021年7月24日 | FENDI            |                  | 线下互动         |
| 2021年5月13日 | I Do             |                  | 誓言艺术展       |
| 2021年9月23日 | 斐乐（FILA）     | 优雅星推官       | 行走巅峰大秀     |
| 2021年6月28日 | 娇兰（Guerlain） |                  | 娇兰夏日亲蜜活动 |
| 2021年9月11日 | LOHO             | 星动眼睛节推荐官 | 线下活动         |

### 直播活动
| 日期          | 直播平台 | 活动名称                   | 备注             |
| 2021年8月15日 | YY直播   | 爱豆Y现场                  |                  |
| 2021年9月4日  | 虎牙直播 | QQ名人赛                   | 与胡春杨一同参加 |
| 2021年8月26日 | 虎牙直播 | 王者荣耀节目直播”世“后诸葛 | 与张欣尧一同参加 |
| 2021年4月29日 | 虎牙直播 | 和平精英最新皮肤独加首曝   |                  |

### 杂志拍摄
| 年份   | 杂志             | 发行方式 | 备注           |
| 2021年 | 《ELLEIDOL》     | 电子刊   | 电子刊首刊     |
| 2021年 | 《时尚先生FINE》 | 电子刊   |                |
| 2021年 | 《瑞丽YOUNG》    | 电子刊   |                |
| 2021年 | 《OK！精彩》     | 实体刊   | 实体刊首刊双封 |
| 2021年 | 《OK！精彩》     | 电子刊   |                |
| 2021年 | 《南都娱乐》     | 实体刊   | 单人特刊       |
| 2021年 | 《1626潮流刊》   | 实体刊   |                |
| 2021年 | 《SO COOL》      | 实体刊   |                |
| 2021年 | 《ROLLACOSTER》  | 实体刊   |                |

## 公益活动
- 2021年10月15日，I Do基金会第十四届爱心西藏行爱心大使。
- 2021年5月19日，520瑞丽公益行爱心传播大使。
- 2021年12月25日，新浪新闻#阅见邮箱#阅见公益倡导者。

## 外部連結
- 甘望星的新浪微博
- 甘望星在豆瓣上的资料（简体中文）